# Delahaye VLR

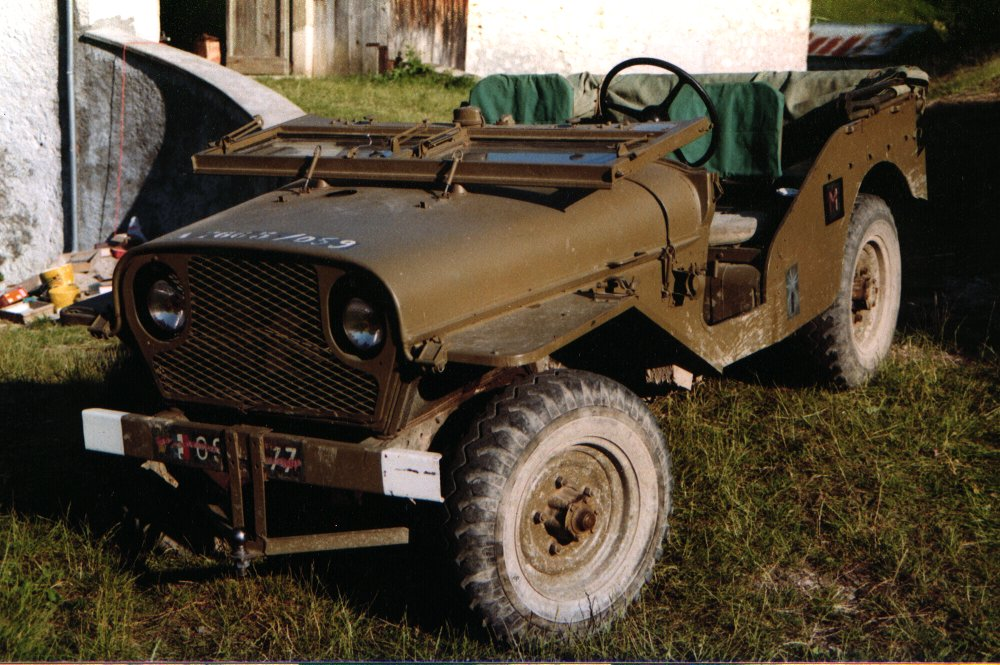
VLR Delahaye jeep met voorruit neergeklapt

De Delahaye VLR was een jeep van Franse fabrikant Delahaye. Na de Tweede Wereldoorlog bleef veel Amerikaanse oorlogsmaterieel in Europa achter en werd in gebruik genomen door het Franse leger. Delahaye werd in 1947 gevraagd een opvolger te maken voor de Amerikaanse Willys MB. Deze Delahaye VLR was echter geen succes en er werden minder dan 10.000 exemplaren van gebouwd. De opvolger was de Hotchkiss M201.

## Geschiedenis
Na de Tweede Wereldoorlog bleven veel voertuigen en andere militair materieel achter in Europa. Veel van dit materieel werd opgenomen in de Europese legers in opbouw. Het materieel was vaak in slechte staat en in 1947 kreeg Delahaye de opdracht een nieuwe lichte, niet-gepantserde vierwielaangedreven jeep te ontwikkelen.
Direct na de oorlog was het moeilijk voor Delahaye om luxe wagens te verkopen. In 1947 verkocht het minder dan 400 auto’s en dat was onvoldoende om het bedrijf levensvatbaar te houden. Het overheidscontract voor de ontwikkeling van een jeep bood potentie. Op 4 augustus 1949 leverde Delahaye twee prototypes van de Delahaye VLR-D (Vehicle Léger de Reconnaissance Delahaye) aan de Direction des Etudes et Fabrications d’Armement (DEFA), het testcentrum van het Franse leger. Het prototype leek veel op het Amerikaanse voorbeeld, de Willys MB. Het telde vier zitplaatsen, had een open cabine, en de voorruit kon naar voren worden geklapt zodat deze op de motorkap rustte. Een prototype was voorzien van een motor van eigen fabricaat en het tweede prototype was uitgerust met een motor van Renault.

## Beschrijving
De testresultaten gaven aanleiding voor een aantal aanpassingen. Een tweede serie volgde. Deze kreeg een Delahaye type 182 benzinemotor met vier cilinders en een cilinderinhoud van 2,0 liter. De versnellingsbak telde vier versnellingen voor- en een achteruit. Door de installatie van een extra reductiebak konden de versnellingen in hoge- als lage gearing gebruikt worden (4F1Rx2). De wielen hadden hun eigen ophanging en konden geheel onafhankelijk van het wiel aan de andere kant van het voertuig in- en uit veren.
Op 1 augustus 1950 werd het voertuig goedgekeurd en in 1951 kwam het in productie als de Delahaye VLR-D Model 51. VLR staat voor Voiture Légère de Reconnaissance. De onafhankelijk wielophanging leidde tot problemen en veel ongevallen. Het sperdifferentieel wilde ook nog eens onverwacht blokkeren waardoor de controle over het stuur verloren ging of zware schade aan versnellingsbak werd toegebracht. In 1953 kwam een verbeterde versie in de productie, Model 53, maar het leger was nog niet vertrouwd met de oplossing en ging zoeken naar een alternatief. Dit werd de Hotchkiss M201.
In totaal zijn  tussen 1951 en 1954 9.326 exemplaren gebouwd. Verder zijn nog 20 exemplaren gebouwd voor de Franse luchtmacht. Deze waren voorzien van een elektrische installatie van 12 volt, in plaats van de 24 volt voor de voertuigen van de landmacht.

## Naslagwerk
- (en)  Pat Ware, The illustrated guide to militairy vehicles, uitgever: Hermes House, p. 123